# Bernard Williams (filosoof)
Bernard Arthur Owen Williams (Westcliff-on-Sea, 21 september 1929 – Rome, 10 juni 2003) was een Brits filosoof gespecialiseerd in de ethiek, die door de krant The Times de "briljantste en belangrijkste Britse filosoof van zijn tijd" werd genoemd.
Williams was meer dan tien jaar Knightbridge Professor of Philosophy aan de Universiteit van Cambridge en bijna even lang ook Provost van King's College in Cambridge. Williams werd internationaal bekend door zijn poging om terug te keren naar de studie van de fundamenten van de moraal: geschiedenis, cultuur, politiek en psychologie, in het bijzonder, bij de Grieken.
Williams besteedde meer dan vijftig jaar aan het zoeken naar antwoorden op één vraag, namelijk: "Wat betekent het om goed te leven?" Dit was een vraag die nog maar door weinige analytische filosofen was onderzocht. Zij verkozen het om de nadruk te leggen op de kwestie van de morele plicht. Voor Williams moest morele verplichting verenigbaar zijn met het nastreven van het eigenbelang en het goede leven.
Hij werd beschreven als "een analytisch filosoof met de ziel van een humanist", maar hij beschouwde zichzelf als een synthetisch denker, die ideeën verzamelde uit verschillende domeinen die steeds minder onderling bleken te communiceren. Hij verwierp het natuurkundige en evolutionaire reductionisme en noemde de reductionisten ooit "mensen die ik echt niet kan appreciëren", omdat ze een gebrek hadden aan morele verbeeldingskracht. Williams beschouwde complexiteit als mooi, betekenisvol en onherleidbaar.
Williams werd bekend als een grote voorstander van vrouwen in de academische wereld, aangezien hij hierin de mogelijkheid van een synthese tussen rede en emotie zag, die volgens hem in de analytische filosofie ontbrak. De Amerikaanse filosofe Martha Nussbaum zei van Williams dat hij « als machtig man van zijn generatie zo dicht bij het feminisme stond als maar kon ».

## Levensloop

### Jeugd
Williams werd geboren in Essex, als de enige zoon van een ambtenaar. Hij ging naar de Chigwell School en studeerde Klassieke Studies ("Greats") aan Balliol College, Oxford. Nadat hij in 1951 afgestudeerd was met de zelden verleende onderscheiding 'congratulatory first-class honours degree', de hoogste onderscheiding op dat niveau van het Britse universiteitssysteem, vervulde hij zijn dienstplicht bij de Royal Air Force (RAF), waarvoor hij in Canada met Spitfires vloog.

### Vroege carrière en huwelijk met Shirley Williams
Hij leerde zijn latere vrouw, Shirley Williams-Catlin, de dochter van politieke wetenschapper en filosoof George Catlin en romancière Vera Brittain, kennen tijdens een verlofperiode in New York, waar zij studeerde aan Columbia University. Op 22-jarige leeftijd, na het winnen van een Prize Fellowship aan het All Souls College in Oxford, keerde Williams terug naar het Verenigd Koninkrijk, samen met Shirley, om er zijn functie te aanvaarden. Voor hun terugkeer had Shirley nog een affaire met de atleet Roger Bannister. Ze trouwden in 1955. Shirley Williams werd gekozen als parlementslid voor de Labour Party, maar verliet de partij later als een van de leden van de "bende van vier", de oprichters van de Social Democratic Party, een rechtse afsplitsing van de Labour Party. Later werd ze in de adelstand verheven en kreeg ze de titel Baroness Williams of Crosby. Ze bleef lang een prominent lid van de Liberal Democrats, waarin haar eigen partij was opgegaan.
Williams verliet Oxford om tegemoet te komen aan de steeds sterker wordende politieke ambities van zijn vrouw en aanvaardde eerst een functie bij de University College London en vervolgens aan de University of London, terwijl zijn vrouw werkte als journalist voor de Financial Times. Zeventien jaar lang woonde het paar in een ruim huis in Kensington, samen met de literair agent Hilary Rubinstein en diens vrouw. Gedurende deze periode, die door Williams beschreven werd als een van de gelukkigste van zijn leven, werd er een dochter, Rebecca, geboren, maar de ontwikkeling van Shirleys politieke carrière dreef het paar uit elkaar. Ook het grote verschil in persoonlijke waarden – Williams was een overtuigde atheïst, zijn vrouw een devote katholiek – zette de relatie onder druk. Het einde kwam toen Williams een verhouding had met Patricia Law Skinner, de toenmalige vrouw van de historicus Quentin Skinner. In 1974 werd de echtscheiding uitgesproken, waarna Williams hertrouwde met Patricia. Uit dat huwelijk kwamen twee zonen voort.

### Latere academische carrière

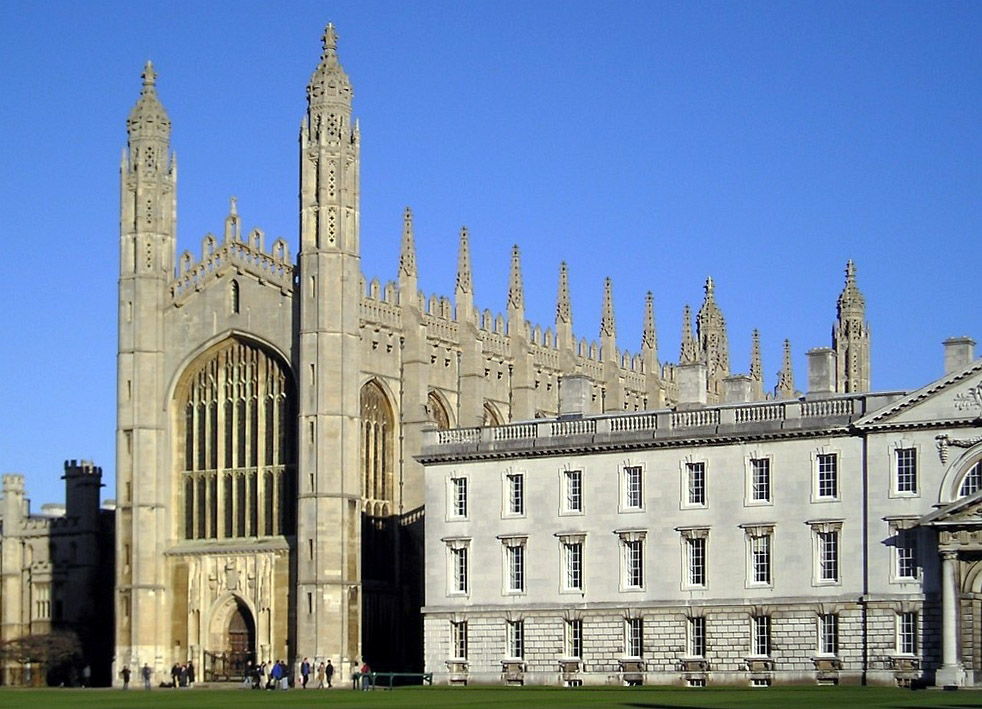
Williams verbleef bijna twintig jaar aan de Universiteit van Cambridge, waarvan acht jaar als provost van King's College.

Williams werd in 1967 Knightbridge professor in de moraalfilosofie aan de Universiteit van Cambridge en diende vervolgens van 1979 tot 1987 als Provost aan King's College in Cambridge, tot hij verhuisde naar de Universiteit van Californië - Berkeley om er de functie van Sather Professor of Classics te bekleden. Dit omdat hij zich, zoals hij aan een Britse krant meldde, slechts met moeite een huis in het centrum van Londen kon veroorloven met zijn salaris als academicus. Zijn publieke aanklacht tegen de lage beloning aan Britse universiteiten deed het lijken alsof zijn vertrek deel uitmaakte van de braindrain, zoals de Britse media het noemden. Dit bleek ook zijn bedoeling te zijn. In The Guardian vertelde hij in november 2002: "Ik betreur het nu dat mijn vertrek zo bekend is geworden. Ik was ervan overtuigd dat er een echt probleem was met betrekking tot de academische omstandigheden en dat als mijn vertrek in de publiciteit kwam, dit deze omstandigheden onder de publieke aandacht zou brengen. Dat gebeurde ook wel, maar het wekte de indruk dat ik gefrustreerd was, en toen ik drie jaar later terugkwam, leek het behoorlijk absurd. Ik kwam terug om persoonlijke redenen – het is moeilijker om daar een gezin te onderhouden dan ik had gedacht."
Hij keerde in 1990 terug naar Engeland als White's Professor of Moral Philosophy in Oxford, een post die hij behield tot 1996, toen hij benoemd werd als Deutsch Professor of Philosophy aan Berkeley. Hij bleef er tot aan zijn dood in Oxford.

### Commissies
Naast zijn leven als academicus was Williams ook lid van een aantal koninklijke commissies en regeringscommissies. In de jaren 70 zetelde hij in het comité over obsceniteit en censuur in films, dat in 1979 rapporteerde dat: "Gelet op de hoeveelheid expliciet seksueel getint materiaal dat in omloop is en de vaak geuite beschuldigingen over de effecten daarvan is het frappant dat het wemelt van de rapporten over seksuele misdaden waarin zelfs geen suggestie te vinden is van een verband met dit pornografische materiaal."
Het rapport van het comité was beïnvloed door het liberale gedachtegoed van John Stuart Mill, een filosoof die zeer sterk bewonderd werd door Williams, die van Mills principe van vrijheid gebruik maakte om zijn "harm condition" te ontwikkelen, waarbij "geen enkel handelen door de wet onderdrukt mag worden, tenzij aangetoond kan worden dat het handelen iemand schade toebrengt". Williams concludeerde dat, in overeenstemming met de harm condition, "de rol van pornografie in het beïnvloeden van de maatschappij niet zo erg belangrijk was ... Een andere opvatting hebben is het probleem van pornografie uit proportie halen in vergelijking met de andere problemen waarmee onze maatschappij vandaag geconfronteerd wordt". Het comité meldde dat, zolang kinderen maar beschermd werden tegen blootstelling aan pornografisch materiaal, volwassenen vrij waren om het te lezen of er naar te kijken als zij dat beliefden. Margaret Thatcher maakte echter in haar eerste wetgeving een einde aan de liberale agenda over seks en maakte bijna een einde aan Williams' politieke carrière. Hij werd bijna vijftien jaar lang niet meer gevraagd om zitting te nemen in een openbare commissie.
Naast de commissie met betrekking tot pornografie, zat hij ook in commissies die onderzoek deden naar recreatief druggebruik in 1971; gokken in 1976-78, de rol van Britse privéscholen in 1965-70; en sociale rechtvaardigheid in 1993-94. Hierover zei hij: "Ik behandelde alle belangrijke ondeugden".
Williams was vermaard om zijn scherpte in discussies. De filosoof Gilbert Ryle uit Oxford zei ooit over hem dat "hij beter begrijpt wat je gaat zeggen dan dat je het zelf begrijpt, en hij ziet alle bezwaren ertegen, alle antwoorden op alle mogelijke bezwaren, zelfs nog voor je aan het einde van je zin aanbeland bent."

### Overlijden
Bernard Williams, die leed aan de Ziekte van Kahler (een vorm van kanker), stierf in de zomer van 2003 op 73-jarige leeftijd tijdens een vakantie in Italië. Hij liet zijn vrouw Patricia achter, alsook zijn twee zonen Jacob en Jonathan en zijn dochter Rebecca uit zijn eerste huwelijk.

## Filosofie

### Moraalfilosofie
De boeken en artikelen van Williams bevatten studies van René Descartes en Oudgriekse filosofie, maar daarnaast ook gedetailleerde aanvallen op het utilitarisme en het kantianisme.
Williams was een vernietiger van systemen en viel alle "ismen" aan met gelijke kracht. Hij rekende af met de meta-ethiek die bestudeerd werd door de meeste filosofen uit de Westerse analytische traditie - bijvoorbeeld: "wat is het goede?" en "Wat betekent het begrip 'zou moeten'?" - en concentreerde zich vooral op normatieve ethiek of praktische ethiek. Williams probeerde de vraag te stellen naar het goede leven, met de nadruk op hoe dat goede leven 'geleefd' moet worden, niet hoe men er een verhandeling over moet schrijven. Hij legde zich toe op de complexiteit, de "Moral Luck" van het dagelijkse leven en was erg kritisch over veel van de tekstboeken over moraalfilosofie met hun talloze droge voorbeelden.

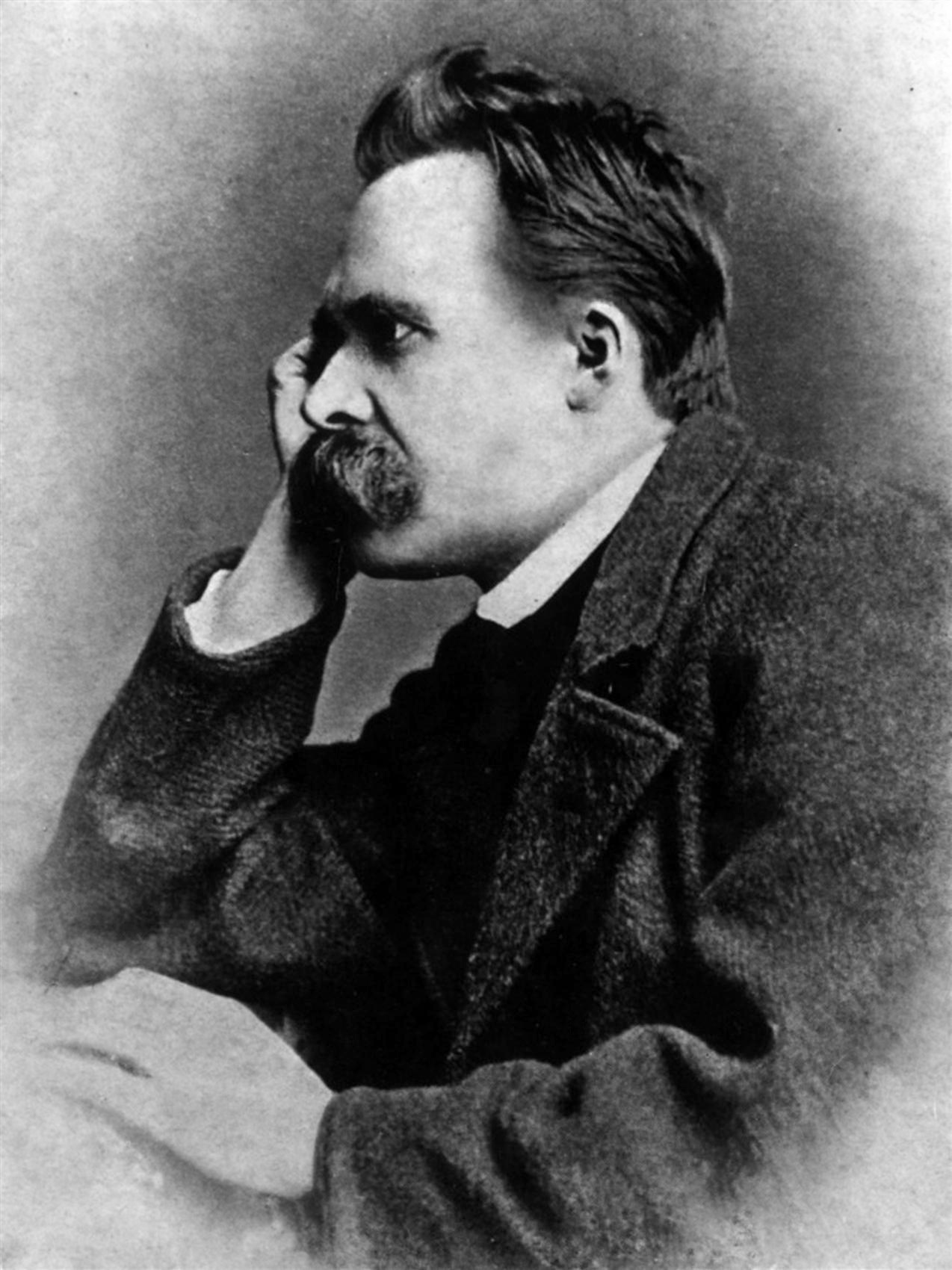
De Duitse filosoof Friedrich Nietzsche (1844-1900) die een belangrijke invloed op het werk van Bernard Williams had

In zijn Morality: An Introduction to Ethics uit 1972, schreef hij dat "waar de meeste tijd moraalfilosofie leeg en saai geweest is [...] hedendaagse moraalfilosofie een originele manier gevonden heeft om saai te zijn, namelijk door de eigenlijke problemen helemaal niet te bediscussiëren". De studie van de moraal, zo betoogde hij, behoort onontkoombaar en dwingend te zijn. Hij wilde een moraalfilosofie vinden die verantwoording kon afleggen aan de psychologie en de geschiedenis, aan politiek en cultuur. In zijn afwijzing van de moraliteit als wat hij "een vreemde institutie" noemt, waarmee hij een afgezonderd domein van het menselijk denken bedoelde, leek hij op de 19e-eeuwse Duitse filosoof Friedrich Nietzsche. Williams had grote bewondering voor Nietzsche en zei dikwijls dat hij wenste dat hij Nietzsche kon citeren op elke pagina die hij schreef.
Hoewel Williams' minachting voor Reductionisme hem soms deed lijken op een moreel relativist, was hij dat zeker niet. Hij geloofde, net als de oude Grieken, dat de zogenaamde "brede" morele begrippen, zoals moed en wreedheid, echt waren. Wat moedig en wreed is, is niet relatief, volgens Williams. We weten wat deze dingen zijn, wanneer we ze zien.
Zijn laatste boek, Truth and Truthfulness uit 2002, bestudeert hoe de filosofen Richard Rorty, Jacques Derrida en andere navolgers van wat hij beschouwt als politieke correctheid, "spotten met elke zogezegde waarheid als lachwekkend naïef, aangezien ze onvermijdelijk verstoord zijn door macht, vooroordelen over sociale klassen en ideologie," schreef The Guardian in het overlijdensbericht van Williams. Ongewoon voor een filosofisch boek, zegt The Guardian, maakt Truth and Truthfulness de lezer eerst aan het lachen om vervolgens te willen wenen.

### Kritiek op het utilitarisme
Williams was in het bijzonder erg kritisch over het utilitarisme, een consequentialistische theorie, waarvan de meest eenvoudige versie stelt dat morele handelingen slechts goed zijn in zoverre dat ze het meeste genot voortbrengen voor het grootste aantal mensen, los van elke kwestie van individualiteit of morele aansprakelijkheid.
Een van Williams bekendste argumenten tegen het utilitarisme gaat over Jim, een wetenschapper die onderzoek doet in een Zuid-Amerikaans land dat geleid wordt door een brutale dictator. Op een dag bevindt Jim zich op het centrale stadsplein waar hij geconfronteerd wordt met twintig rebellen die gevat en vastgeketend zijn. De kapitein die hen verslagen heeft stelt dat als Jim een van de rebellen doodt, de anderen vrijgelaten zullen worden, als eerbetoon voor Jims status als gast. Als hij echter weigert dit te doen, zullen ze allen gedood worden (Utilitarianism: For and Against, 1973). Eenvoudig act-utilitarisme zegt dat Jim een van de rebellen zou moeten doden om zodoende de andere te kunnen redden van de dood. Voor de meeste consequentialistische theorieën is er geen moreel dilemma in gevallen als deze. Enkel de eindresultaten zijn hier van belang.
Hiertegen argumenteert Williams dat er een cruciaal moreel onderscheid bestaat tussen een persoon vermoord door mij, of vermoord worden door iemand anders omwille van wat ik gedaan heb. De utilitarist verliest dit onderscheid uit het oog, waardoor ze ons afstand doet nemen van onze menselijkheid en van alles dat het menselijk leven waardevol maakt en maakt ons tot lege dragers op basis waarvan gevolgen optreden, eerder dan onze status als morele actoren en beslissingmakers met integriteit te vrijwaren. Morele beslissingen moeten juist onze integriteit en onze psychologische identiteit vrijwaren, volgens Williams.
Een vertegenwoordiger van het Utilitarisme zou antwoorden dat de theorie niet zo eenvoudig afgewezen kan worden. De Nobelprijswinnaar, filosoof en econoom Amartya Sen stelt bijvoorbeeld dat individuele capaciteit van moraliteit, kwesties van integriteit en persoonlijke standpunten verwerkt kunnen worden in een consequentialistische opvatting; ze kunnen namelijk ook als gevolgen of consequenties gezien worden (Sen & Williams, 1982). Zo schrijft Williams dat bij bijvoorbeeld parkeerproblemen in Londen, een utilitarist zou moeten dreigen om iedereen neer te schieten die op een verboden plaats parkeert. Mochten enkele mensen om deze reden neergeschoten worden, dan zou het illegaal parkeren snel ophouden en zou het neerschieten door de eenvoudige act-utilitarist gerechtvaardigd zijn, aangezien het genot bij de afwezigheid van parkeerproblemen gevoeld zou worden door miljoenen inwoners van Londen. Elke theorie die dit als implicaties heeft, argumenteert Williams, moet zonder meer afgewezen worden, ongeacht hoe intuïtief plausibel het voelt om in te stemmen met de gedachte dat we handelingen beoordelen met het oog op de gevolgen. We doen dit volgens Williams niet en moeten dit ook niet doen.
Regelutilitarisme zou echter, zoals onder andere Sen en anderen hebben geargumenteerd, afvragen welke algemene regel uit het parkeervoorbeeld geëxtrapoleerd kan worden. Als de regel is "Om het even wie mag neergeschoten worden omwille van een eenvoudige parkeerovertreding", zou de utilitarist aanhalen dat de implementatie van een dergelijke regel grote ongelukkigheid zou veroorzaken bij de inwoners van Londen en dat op deze gronden het dreigen om mensen neer te schieten fout zou zijn. Voor Williams echter bewezen dit soort argumenten enkel zijn punt. We moeten in feite niet berekenen of het neerschieten van mensen omwille van parkeerovertredingen fout is en elk systeem dat ons toont hoe we een dergelijke berekening moeten maken is een systeem dat we moeten afwijzen.

### Kritiek op het kantianisme

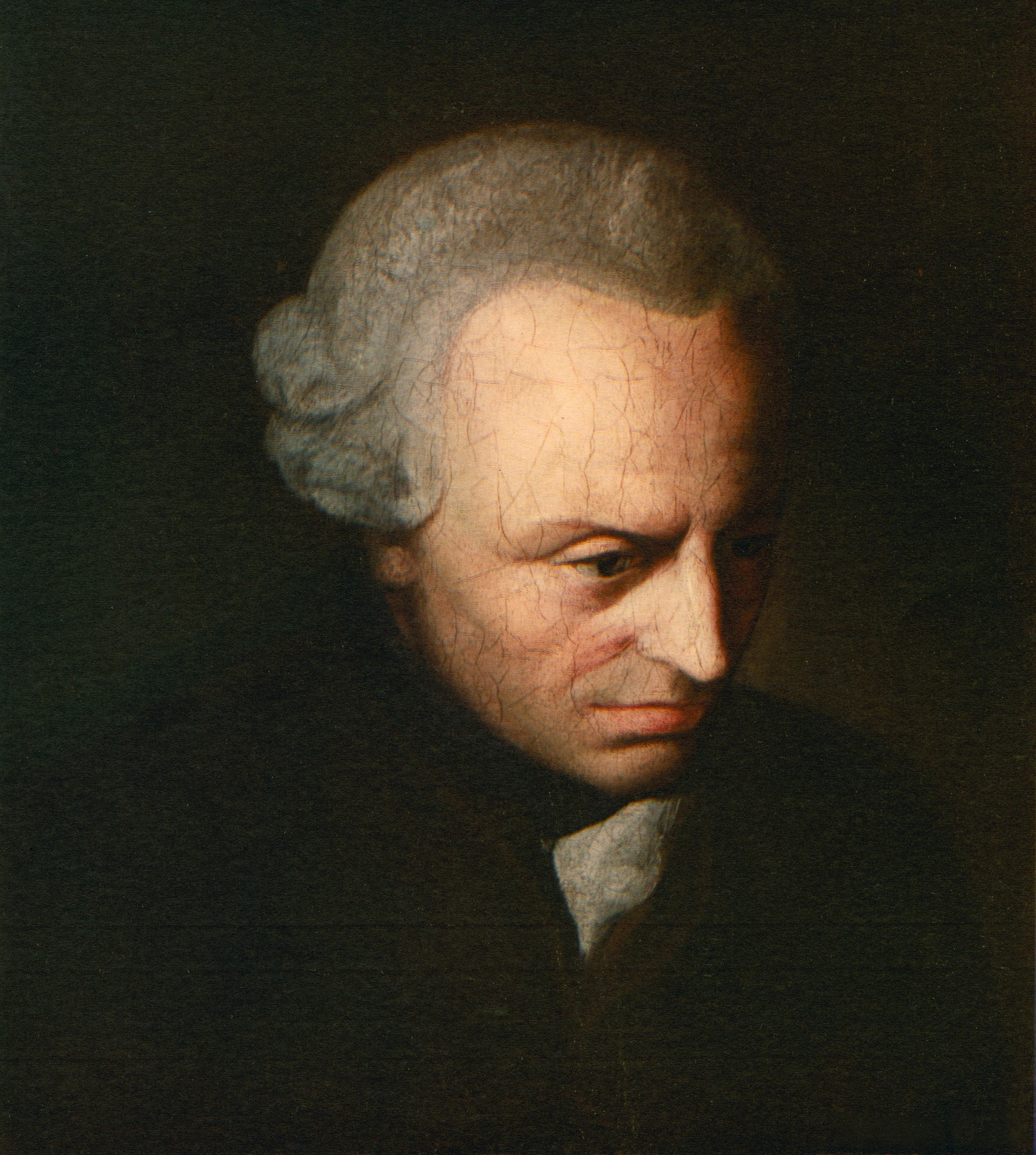
De Duitse filosoof Immanuel Kant (1724-1804). Williams wees Kants moraalfilosofie af en stelde dat "morele principes mij niet zouden mogen opdragen om te handelen alsof ik iemand anders ben".

Een van de belangrijkste tegenstanders van het utilitarisme is de moraalfilosofie van de 18e-eeuwse Duitse filosoof Immanuel Kant. Williams' werk doorheen de jaren 70 en 80 - Morality: An Introduction to Ethics in 1972; Problems of the Self in 1973; Utilitarianism: For and Against with J.J.C. Smart, ook in 1973; Moral Luck in 1981; en Ethics and the Limits of Philosophy in 1985 - schetsen een basisstructuur voor zijn aanvallen op de twee steunpunten van het utilitarisme en het kantianisme. Martha Nussbaum schreef:
Als een groep wezen deze werken de triviale en ontwijkende manier af waarop moraalfilosofie beoefend werd in Engeland onder de auspiciën van deze twee dominante theorieën".
Kants Kritik der praktischen Vernunft en Grundlegung zur Metaphysik der Sitten verdedigden een ethisch systeem gebaseerd op wat hij de categorische imperatief noemde. De meest bekende formulering hiervan is: "Handel alsof het maxime van jouw handeling door een act van de wil een universele natuurwet zou worden".
Kant argumenteerde dat dit een bindende wet is voor elk rationeel wezen met een vrije wil. Men moet zich kunnen inbeelden wanneer men handelt, dat de onderliggende regel die de handeling ondersteunt, toepasbaar moet zijn op iedereen in gelijkaardige omstandigheden, inclusief zichzelf in de toekomst. Als men de consequenties van dit gedachte-experiment niet kan dragen, of als het leidt tot contradicties, dan moet men de handeling niet uitgevoerd worden. Als men bijvoorbeeld de minnaar van je vrouw wil vermoorden, dan moet men de mogelijke wet inbeelden die zegt dat alle benadeelde echtgenoten het recht hebben om de minnaars van hun vrouw te vermoorden. Dit impliceert ook dat de wet van toepassing zou zijn op jezelf, mocht men ooit de minnaar worden van een getrouwde vrouw. Men moet met andere woorden ervaringen universialiseren.
Williams argumenteert tegen de categorische imperatief in zijn artikel "Persons, character and Morality" (in Moral Luck, 1981). Moraliteit behoort niet van ons te vereisen dat we onpersoonlijk handelen, alsof we niet zijn wie we zijn, alsof we ons niet in de omstandigheden bevinden waarin we ons thans bevinden. We behoren niet gedwongen te worden ons te plaatsen in een onpartijdig standpunt, of een christelijk standpunt, van de wereld. Onze waarden, overtuigingen en verlangens maken wel degelijk een verschil met betrekking tot hoe we de wereld zien en hoe we handelen; en dit moet ook het geval zijn, stelt Williams, anders verliezen we onze individualiteit en mede onze menselijkheid.

### Redenen voor het handelen
Williams' verdediging dat de ethiek handelt over mensen en hun echte leven en dat handelen uit zelfbelang en zelfs egoïsme niet in tegenspraak zijn met moreel handelen, wordt geïllustreerd in wat hij het "interne redenen voor het handelen"- argument noemt en deel uitmaakt van wat filosofen het "interne/externe redenen"-debat noemen.
Voor Williams, probeerden sommige filosofen te argumenteren dat moreel handelende personen "externe redenen" hadden - waarmee zij objectieve redenen, of redenen extern aan de morele actor - voor het moreel handelen. Als handeling X goed was en deel uitmaakte van het goede, dan was dat alleen een reden om X te doen: een reden om te handelen. Williams argumenteerde dat dit betekenisloze onzin was. Opdat iets een "reden tot handelen" wordt, moet het magnetisch zijn; waarmee bedoeld wordt dat het ons tot handelen moet aanzetten. Maar hoe kan iets volledig externs - bijvoorbeeld de propositie dat X goed is - zo magnetisch zijn? Door welk proces kan iets externs ons bewegen tot handelen?
Williams argumenteert dat dit niet mogelijk is. Cognitie is niet magnetisch. Weten en voelen zijn erg gescheiden en een persoon moet iets voelen vooraleer hij bewogen wordt tot handelen. Redenen tot handelen zijn steeds intern, stelt Williams. Als ik me bewogen voel om X te doen, dan is dit omdat ik dit wil doen. Ik wil iets, bijvoorbeeld het goede, doen omwille van diverse redenen. Zo kan ik bijvoorbeeld opgevoed zijn met het geloof dat X goed is en daarom kan ik wensen om te handelen in overeenstemming met mijn opvoeding (soms ook geweten genoemd); of ik zou goed willen overkomen in de ogen van anderen; of misschien vrees ik de afkeuring van mijn gemeenschap. De redenen kunnen complex zijn, maar zij zijn steeds intern en gaan steeds terug op verlangen.
Met dit argument laat Williams de moraalfilosofie de notie na dat de redenen van een moreel persoon moet geworteld zijn in zijn verlangens om moreel te handelen, verlangens die op elk gegeven moment, in eender welke persoon, afwezig zouden kunnen zijn.

## Nalatenschap
In een seculiere humanistische traditie, zonder aanspraak op een God of welke externe morele autoriteit dan ook, raakt Williams' theorie de fundamenten van de conventionele moraliteit: dat iemand in sommige gevallen goed zou doen, zelfs wanneer hij niet de intentie had, aangezien om rationeel te zijn, men het moest doen. De Britse moraalfilosoof Philippa Foot poneert echter een vraag die tegen de visie van Williams ingaat, namelijk: Is het verlangen om goed te zijn een slechte zaak? Is het niet meer redelijk om te argumenteren dat de persoon die goed wil zijn, een betere persoon is dan de persoon die het niet wil?
Om te onderkennen dat we handelen in overeenstemming met onze verlangens behoeven we ons niet te beroven van onze moraliteit, stelt Foot. Hoewel wanneer zelfbelang overblijft als basis voor moraliteit in een seculiere filosofie, de goede mensen zullen verlangen om goed te doen omwille van hun eigen redenen, zal dit egoïstische verlangen hen niet afleiden van de goedheid van de onderhavige handeling.
Door het verhelderen van wat hij aanzag voor de positieve functie van het eigenbelang bij moreel handelen, een functie die veelal verwaarloosd werd in de westerse filosofie, werd Bernard Williams een van de toonaangevende Engelstalige filosofen van zijn tijd en bracht de moraalfilosofie weer helemaal terug in de arena van de moeilijke levens die geleid worden onder verschillende omstandigheden.